# Silvio Buzzi
Silvio Buzzi (Ravenna, 3 agosto 1930 – 14 luglio 2009) è stato un oncologo, neurologo e ricercatore italiano.
Laureatosi in Medicina e Chirurgia a Bologna, vi si è successivamente specializzato in Neurologia e Psichiatria.

È stato medico di famiglia, laboratorista, trasfusionista, medico del Ravenna Calcio, specialista ambulatoriale presso la struttura pubblica e come libero professionista.

Alle suddette attività ha sempre affiancato un costante interesse per l'oncologia sperimentale che l'ha condotto a studi pionieristici sulla tossina difterica e successivamente sulla sua mutazione non tossica CRM197.

## Biografia
Neolaureato, trovò impiego presso una locale casa di cura ove, sul campo, si trovò ad affrontare ogni tipo di patologia e di trauma e, spesso, ebbe accesso alla sala operatoria. Qui si trovò ad assistere a molteplici interventi chirurgici, a volte solo di tipo esplorativo, su pazienti affetti da patologie oncologiche avanzatissime, destinati ad essere "aperti e richiusi" perché oramai in condizioni disperate.  Fu proprio in queste occasioni che cominciò a farsi strada un'intuizione dovuta allo spontaneo miglioramento di alcuni di questi pazienti che, in realtà, non avevano subito alcun intervento concreto, neanche palliativo.

Durante un intervento chirurgico notò delle micelle del talco che, come una nuvola, si diffondevano nell'ambiente mentre il chirurgo si infilava i guanti. La polvere microscopica, illuminata dalle lampade della sala operatoria, si depositava ovunque, e poteva quindi, attraverso la ferita chirurgica, penetrare all'interno dell'organismo del paziente. Si insinuò quindi, nella mente del ricercatore, l'idea che ci potesse essere qualche microrganismo che finendo dentro al campo operatorio contaminasse l'habitat con effetti a volte positivi. E maturò il sospetto che il responsabile potesse essere la Difterite.

Cominciò quindi a dare vita ad una serie di esperimenti, condotti su conigli e topi. Trapiantò sui topi tumori di Erlich o sarcomi e trattò gli animali con la tossina difterica, preventivamente bollita per detossificarla. Gli esperimenti portarono a conclusioni incoraggianti dovuti prima alla verifica del peso (i topi in cui era stato inoculato il tumore ed erano stati poi trattati con la tossina risultavano avere peso inferiore rispetto a quelli che non avevano subito la “cura”; segno che nel secondo gruppo la malattia progrediva, nel primo, al contrario, arretrava); secondariamente, si notò una netta differenza in termini di durata della vita, decisamente superiore per gli animali che erano stati trattati. La rivista Cancer Research nel 1973 pubblicò i risultati di queste prime sperimentazioni.
Successivi esperimenti in "vivo" e in "vitro" dimostrarono che le cellule del tumore di Erlich, trapiantate in topi che poi erano stati trattati con tossina difterica, perdevano "oncogenicità" e, anzi, risultavano avere potere immunizzante. Infatti, i medesimi topi, nuovamente inoculati con le cellule dello stesso tipo di tumore lo rigettavano. Si iniziò, quindi, a delineare il ruolo fondamentale giocato dal sistema immunitario. Era verosimile che qualche componente della tossina difterica si fissasse alle cellule tumorali evidenziandone così la presenza e rendendole pertanto più aggredibili dal sistema immunitario. Era chiaro che le cellule neoplastiche presentavano sulla loro membrana un recettore specifico per la tossina difterica. Questi risultati furono pubblicati sul Lancet del 06/04/74 e nuovamente su Cancer Research.
Successivamente Silvio Buzzi prese in considerazione la possibilità di testare la molecola sull'uomo, concentrandosi esclusivamente su casi oncologici estremamente avanzati e abbandonati dalle terapie codificate. Dopo avere eseguito ulteriori test sui conigli per dosare la tossina in base alla capacità immunitaria dei singoli soggetti, in 4 anni trattò 50 casi, tutti non più sottoponibili alle cure convenzionali. I risultati furono molto incoraggianti: 19 risposte parziali e 5 complete con remissione totale della malattia. Le risposte totali furono tutte su pazienti con massima immunocompetenza verso la difterite. Questi risultati furono pubblicati sul Cancer Research nel 1982.

Negli anni '90 l'attenzione del medico si spostò sul Crm197, una variante non tossica della tossina difterica che mantiene il potere di agganciarsi alle cellule e di stimolare il sistema immunitario. Il Crm197 era già ampiamente in uso come carrier nei vaccini della prima infanzia. Questa volta il trial si svolse su 25 pazienti volontari, tutti portatori di tumori molto avanzati o refrattari alle terapie convenzionali. Il Crm197 si rivelò una molecola dalla minima tossicità, in possesso di una capacità di indurre una reazione infiammatoria-immunologica ed anche un potere antitumorale. Questi ultimi studi furono pubblicati su Cancer Immunology Immunotherapy nel 2004.
Nello stesso periodo, capitò il caso di un paziente che, oltre ad essere portatore di ben tre tumori primitivi, era in cura da un cardiologo perché affetto da una placca carotidea che gli procurava una notevole stenosi. Il paziente, dopo un ciclo di Crm197, presentò nell'immediato momentanei benefici oncologici nonostante la situazione avanzata e, alcuni mesi dopo, sottoponendosi ad un doppler, una assai significativa riduzione della placca stenosante. Una riflessione successiva confermò che certo non si trattava di una casualità. Le cellule che formano la placca sono provviste, così come quelle oncologiche, di un fitto HB-EGF: questa molecola, identificata in anni relativamente recenti, coincide con il naturale recettore della tossina difterica di cui da tempo si conosceva l'esistenza ma non l'identità, e che naturalmente rappresenta anche il recettore della variante non tossica Crm197. In pratica, il meccanismo è lo stesso già osservato nell'applicazione oncologica, con il sistema immunitario che si scatena, in questo caso, contro le cellule che formano la placca aterosclerotica. Forte di questo razionale, Silvio Buzzi organizzò un mini-trial su tre pazienti volontari, nessuno affetto da patologie oncologiche e tutti portatori di placche carotidee stenosanti dal 30 al 75%. I risultati, pubblicati sulla rivista Therapy nel 2007, dimostrarono una riduzione significativa della placca in tutti e tre i casi trattati.

Negli ultimi anni, Silvio Buzzi lavorò per la progettazione di un trial clinico per l'impiego del CRM197 nel trattamento della placca aterosclerotica.
Sulla base delle esperienze del Dr.Buzzi, già dal 2008 è in atto un trial clinico in Giappone con applicazione del Crm197 in Oncologia (in particolare sul carcinoma ovarico), sotto la guida del Prof. Eisuke Mekada (Università di Osaka, Fukuoka, Kyoto).
Per il contributo che i suoi studi hanno dato alla Ricerca contro il Cancro, è stato eletto membro della New York Academy of Sciences nel 1984 e della American Association for Cancer Research nel 1992; nel 2009 la città di Ravenna gli ha conferito il Premio Teodorico, per essersi distinto nel campo della Scienza.
Nel 2010 a Ravenna è sorta la Fondazione Silvio Buzzi, che si propone di proseguire le Ricerche del Dr. Buzzi in campo oncologico e cardiovascolare .

## Curiosità
Silvio Buzzi ha coltivato nel tempo diverse altre passioni, ad esempio quella per i piccioni viaggiatori (che l'ha portato a vincere molte gare nazionali) e quella per l'archeologia e la ceramica rinascimentale (è stato autore di una pubblicazione importante sulla rivista Ceramica Antica).
La lunga storia della vita e della sua ricerca è contenuta nel libro Il talco sotto la lampada, da lui stesso scritto.